# 템피오파우사니아

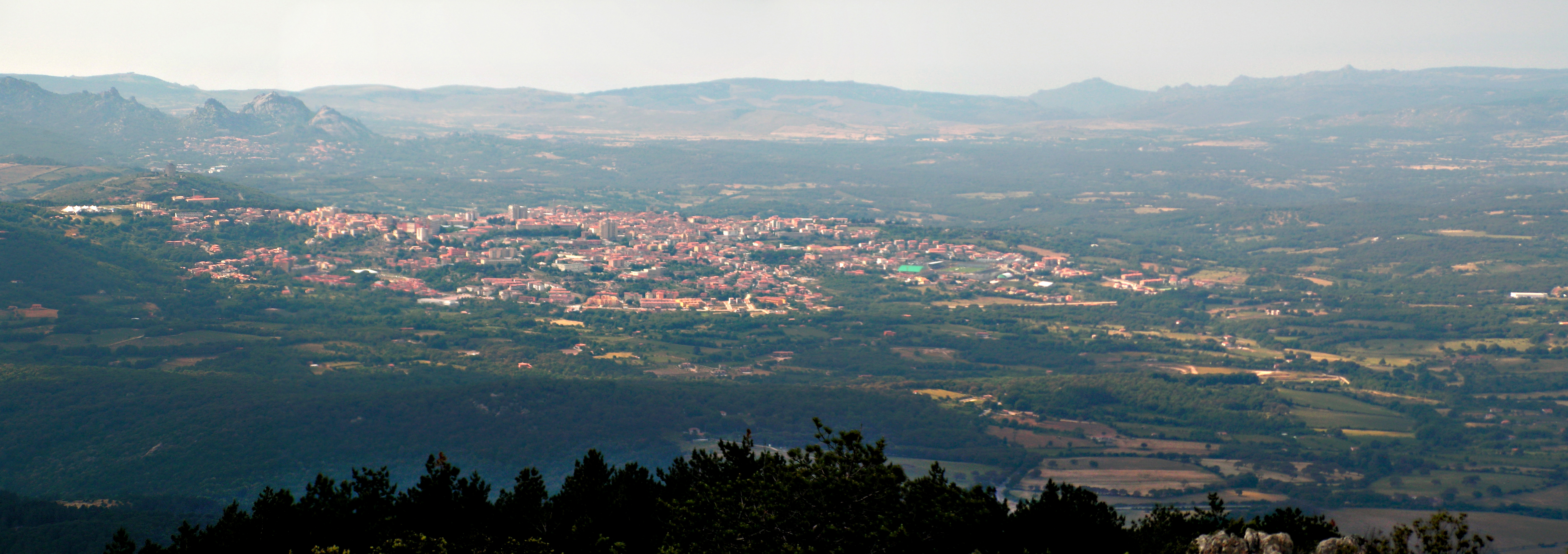
템피오파우사니아

템피오파우사니아(이탈리아어: Tempio Pausania)는 이탈리아 사르데냐주 사사리도에 위치한 코무네로 면적은 213.69km2, 높이는 566m, 인구는 14,344명(2014년 11월 30일 기준), 인구 밀도는 67명/km2이다.